# Alap
Alap je velká vesnice v Maďarsku v župě Fejér, spadající pod okres Sárbogárd. Nachází se asi 4 km jihovýchodně od Sárbogárdu. V roce 2015 zde žilo 1 907 obyvatel, z nichž jsou 75,5 % Maďaři, 1,4 % Romové, 0,8 % Němci a 0,4 % Rumuni.
Sousedními vesnicemi jsou Alsószentiván, Cece a město Sárbogárd.